# ICT (popgroep)
ICT (Inspiration Color Trash) was een Italiaanse popgroep uit de jaren 1990. De groep bestond uit Christine Joan Johnson, Beatrice Kara Magnanensi en Ruben Dominguez. ICT werd bekend met de single "Lasciati Tentare" uit 1996, die de 15e positie in de Nederlandse Mega Top 100 bereikte en de 12e positie in de Nederlandse Top 40.

## Geschiedenis
ICT werd opgericht door Johnson. Er werd in meerdere talen gerapt en gezongen; Magnanensi zong in het Italiaans en Engels, Dominguez rapte in het Frans en Johnson zong in het Engels. Met name in Nederland wist de groep bekendheid te vergaren. In 1996 brachten ze de single "Lasciati Tentare" uit waarmee de Meta Top 100 en de Top 40 bereikt werden. De single "Eyes" kwam niet verder dan de Tipparade. De groep viel uit elkaar na een conflict met de platenmaatschappij.
- MusicBrainz: 00d9a5b4-9e15-41f5-8def-59a9bbb20d0e